# María Luisa Algarra
María Luisa Algarra (Barcelona, 1916 - Ciudad de México, 1957), autora teatral española exiliada tras la Guerra Civil en México, desde su llegada a Veracruz en abril de 1939. Su obra alcanzó un importante reconocimiento en el teatro mexicano hasta su temprana muerte. María Luisa Algarra fue una de las pocas dramaturgas españolas exiliadas que lograron una presencia frecuente y exitosa en los escenarios mexicanos.

## Biografía
María Luisa Algarra “se educó inicialmente en escuelas locales, y posteriormente estudió en la Universidad Autónoma de Barcelona. Se licenció en derecho a los 20 años, lo que era poco habitual en una mujer de su época.”  Llegó a ser la primera mujer juez de España, en Granollers, en la provincia de Barcelona.
Durante el periodo de la guerra civil española (1936-1939), publicó artículos en periódicos feministas, comunistas y catalanistas, y participó activamente en el Primer Congreso Nacional de la Dona en 1937.
Emigró a Francia al finalizar la guerra civil española. Desde allí prestó apoyo a la resistencia durante la Segunda Guerra Mundial, lo que tuvo como consecuencia su enternamiento en el campo de concentración de Vernet durante tres años, aunque hay quien pone en duda que estuviera internada en algún campo de concentración y, en su caso, en este en particular. Tras su liberación, abandonó Europa y se estableció de forma permanente en México, donde conoció a José Reyes Mesa, el famoso pintor, con quien se casó y tuvo dos hijas, Reyes y Fernanda. Fue amiga del dramaturgo mexicano Emilio Carballido, que la describía como una mujer “asombrosa…atractiva…alta, altísima”. Murió en 1957 a los 41 años.

## Producción Literaria
Entre sus obras más destacadas, figuran Judith, su primera obra, escrita antes de la Guerra Civil; Primavera inútil, protagonizada por un grupo de refugiados de la Segunda Guerra Mundial que cruzan sus destinos en un castillo; Sombra de alas y Los años de prueba, dos dramas realistas que reflejan con precisión las contradicciones de la sociedad mexicana de mediados del siglo XX.
Algarra era conocida fundamentalmente como dramaturga, aunque también guiones de cine y televisión, radionovelas (podría decirse que con más éxito financiero en la industria del cine). Aparte de su trabajo original, también hizo adaptaciones teatrales de La Cueva de Salamanca de Miguel de Cervantes y de  La verdad sospechosa de Juan Ruiz. Varias de sus obras se representaron en vida, sus textos no se publicaron hasta después de su muerte. Algunas de sus obras aparecieron en varias publicaciones teatrales, y la editorial de la Universidad Veracruz publicó una antología en 2008. Sus obras a menudo tienen una protagonista femenina y tratan temas tales como la situación de la mujer en la sociedad, los conflictos familiares, la amistad, el exilio y el amor; Algarra trata muchas de estas cuestiones desde una perspectiva psicológica. Algunas de sus obras tratan cuestiones específicas de México, o de su experiencia en el exilio, mientras que otras tratan de temas universales. 

## Recepción
Las obras de Algarra fueron bien recibidas por sus contemporáneos. 
En 1935 le concedieron el premio del Concurso Teatral Universitario de la Universidad Autónoma de Barcelona, donde cursaba estudios de derecho, con su obra Judith, escrita en catalán. Texto que, al año siguiente, la compañía de Enrique Borrás estrenará el 16 de octubre en el teatro Poliorama de Barcelona.
En 1954 consiguió el “máximo reconocimento en el teatro mexicano” al ganar el premio del Concurso de Grupos Teatrales del Distrito Federal por su obra Los años de prueba. Cabe constatar que dicho premio se otorga a obras que deben ser “de autor mexicano, escrita con posterioridad al año 1917, y tratar un problema mexicano”. Los años de prueba también ganó el INBA y el premio Juan Ruiz de Alarcón, este último como mejor obra de 1954.
Su obra no ha sido objeto de mucha crítica literaria, pero poco a poco fue recibiendo más atención. Carballido, en su prólogo a la antología de Algarra afirma que “las obras de teatro…siguen brillantes y actuales”; mientras que otros críticos no son tan corteses. En la entrada sobre Algarra en la obra de referencia Teatro español [de la A a la Z], de Javier Huerta Clavo, Emilio Peral Vega y Hector Urzáiz Tortajada, se mencionan varias de sus obras, y posteriormente se refieren a “[t]ítulos posteriores…donde insiste en sus ideas antiburguesas y revolucionarias con un plantamiento formal demasiado maniqueo y discursivo”. Juan Pablo Heras González tiene un enfoque más neutro, alabando “el ingenio de sus diálogos” y “la densidad psicológica” de los personajes, aunque entiende que “ninguna de sus obras alcanza la perfección”. Lamenta que Algarra muriera cuando “lo mejor de su obra estaba por llegar” y considera que “logró una presencia escénica en México muy superior, que hubiera constituido una de las mayores influencias del exilio teatral español en México, de no haberse interrumpido tan pronto su vida”.

## Obras
Teatro
- Judit (en catalán, 1935)
- Primavera inútil (1944)
- Casandra o la llave sin puerta (1953)
- Sombra de alas
- Los años de prueba (1954)

Guiones de cine
- Nosotros dos (1955)
- Limosna de amores (1955)
- Tú y las nubes (1955)
- Que canten las golondrinas (1957)
- Échame la culpa (1958)
- Escuela de suegras (1958)